# HD43901
HD43901 — хімічно пекулярна зоря спектрального класу F0, що має видиму зоряну величину в смузі V приблизно  8,2.
Вона  розташована на відстані близько 1496,1 світлових років від Сонця.

## Пекулярний хімічний вміст
Зоряна атмосфера HD43901 має підвищений вміст 
Cr
.